# IBM System/360

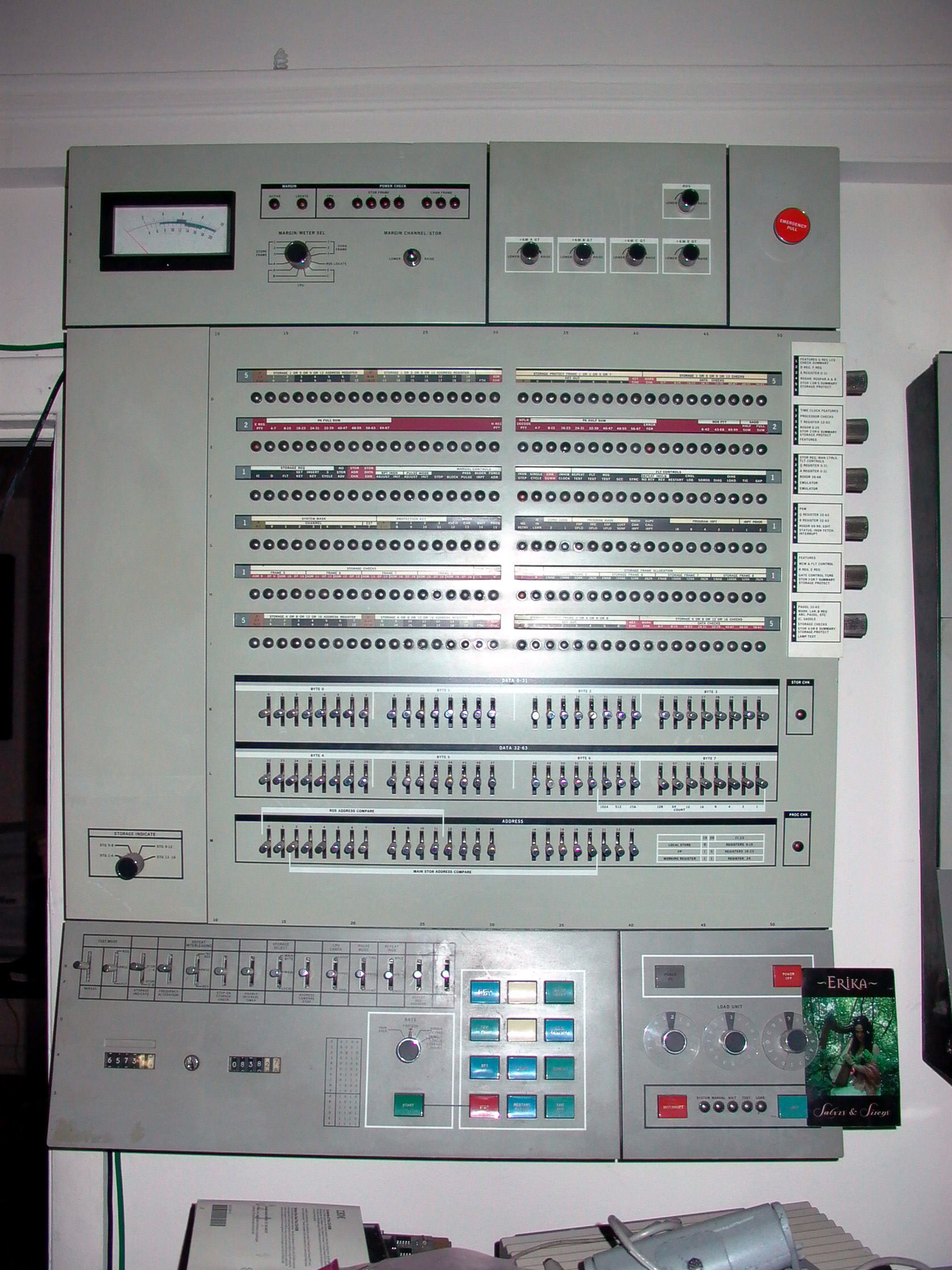
IBM System/360 model 65

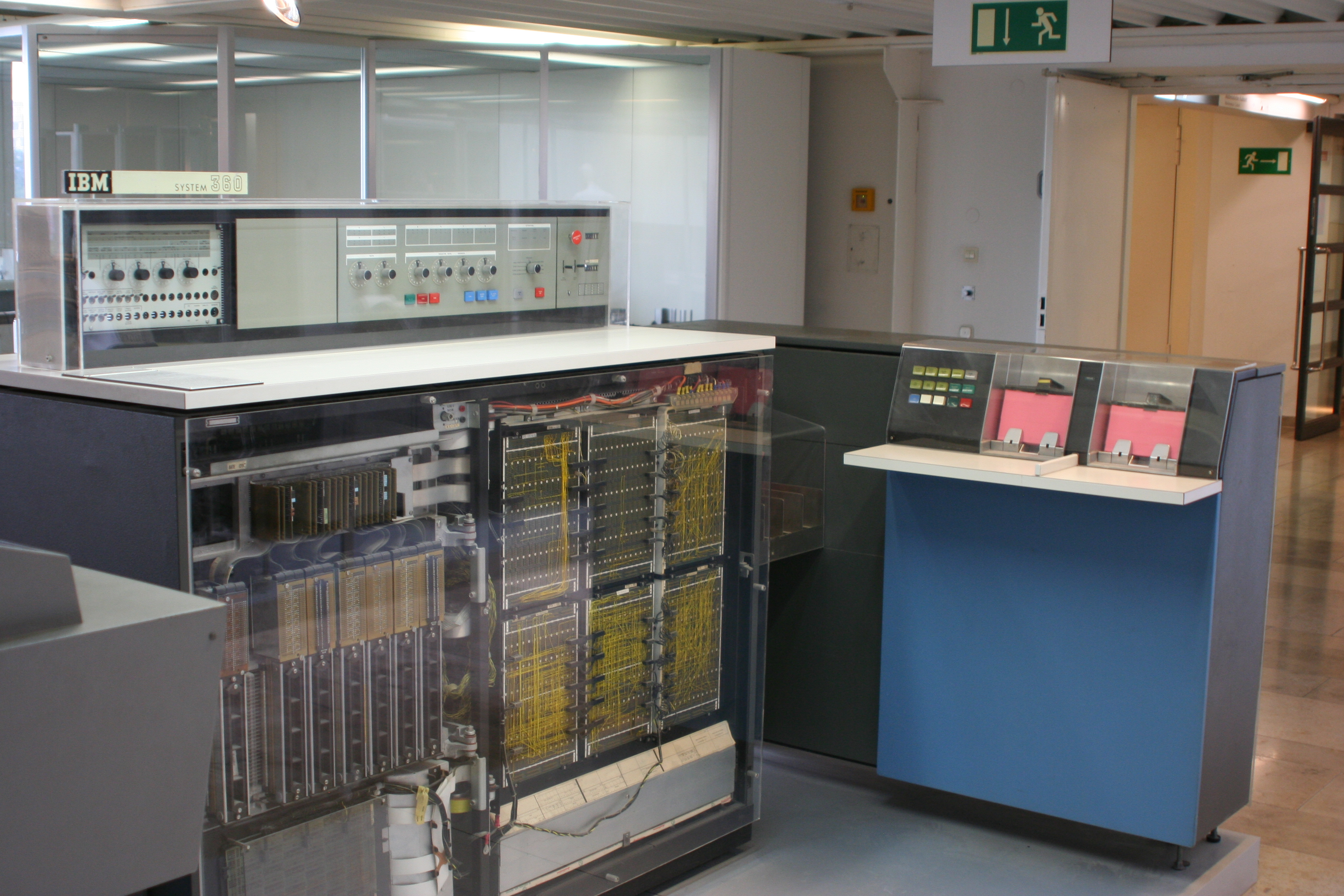
IBM System 360 model 20 (360/20)

IBM System/360, IBM S/360, IBM 360 – rodzina komputerów typu mainframe produkowanych przez firmę IBM od 1964. W skład rodziny systemu 360 wchodziły różne modele: od modelu 360/20 (wersja mini, 16KB RAM) poprzez model 360/65 i później model 360/95.

## Historia
W 1964 roku pod kierownictwem Thomasa Watsona Jr., syna założyciela firmy, IBM zainwestował 5 mld USD w opracowanie maszyny IBM 360, która stała się sukcesem rynkowym. IBM 360 zapoczątkował rodzinę kompatybilnych maszyn, spopularyzował pracę na odległość (terminale podłączone przez linie telefoniczne), do roku 1968 sprzedano 14 tys. maszyn. Typowa cena najmu System/360 Model 25 to wówczas(1968) $5330 za miesiąc, a zakupu $253000 (po uwzględnieniu inflacji $1773301,23 w 2016).

## Specyfikacja
W ramach Systemu/360 projektowano cały szereg modeli komputerów do zastosowań uniwersalnych, wybrano małą długość przetwarzanej porcji informacji – jednostką tą był bajt, zdefiniowany przez projektantów IBM najpierw jako grupa bitów charakterystyczna dla danej dziedziny zastosowań, a potem sformalizowany w dokumentacji firmy jako 8 bitów. Komputer nazwano System/360, bo miał to być cały system czy rodzina komputerów, zaś liczba 360 oznaczała „system trzeciej generacji na lata sześćdziesiąte”. W ciągu kilku miesięcy od maja do listopada 1965 roku, na rynku ukazały się modele 360/30, 360/40, 360/50, 360/75, a w następnym roku 360/20, 360/44 i 360/65.
Właściwości rodziny 360: podobna lub identyczna lista rozkazów, podobny lub identyczny system operacyjny, rosnąca szybkość, rosnąca liczba urządzeń wejścia-wyjścia, rosnący rozmiar pamięci, rosnąca cena.
Specjalnie dla komputerów serii 360 IBM opracował systemy operacyjne DOS/360 i OS/360.

### Rodzina modeli Systemu/360
| Model | Rok produkcji | Wielkość pamięci (kB) | Słowo maszynowe (b) |
| ----- | ------------- | --------------------- | ------------------- |
| 20    | 1966          | 4–32                  | 4/16                |
| 22    | 1971          | 24–32                 |                     |
| 25    | 1968          | 16–48                 | 16                  |
| 30    | 1965          | 8–64                  | 8                   |
| 40    | 1965          | 16–256                | 16                  |
| 44    | 1966          | 32–128                | 32                  |
| 50    | 1965          | 64–512                | 32                  |
| 65    | 1965          | 128–1024              | 64                  |
| 67    | 1966          | 256–1024              | 64                  |
| 75    | 1969          | 256–1024              | 64                  |
| 85    | 1969          | 512–4096              | 128                 |
| 91    | 1967          | 2048–6144             |                     |
| 95    | 1968          | 1024–6144             |                     |
| 195   | 1971          | 1024–4096             |                     |

W końcu lat sześćdziesiątych pojawił się termin mainframe, czyli „wielki system”, dla odróżnienia komputerów z jednostką centralną znajdującą się w oddzielnej szafce od pojawiających się coraz liczniej minikomputerów.